# Харченко, Василий Иванович
Василий Иванович Харченко (1910, Каменка — 1971) — советский театральный режиссер и педагог, народный артист Украинской ССР (1954).

## Биография
Родился в 1910 году в городе Каменке (ныне Черкасской области).
В 1933 году окончил Киевский музыкально-драматический институт имени Н. Лысенко. Работал актером и режиссером Украинского драматического театра имени М. Заньковецкой в Запорожье, с 1944 года в Львове.
В 1947-1952 годах — художественный руководитель Львовского театра юного зрителя, в 1952-1956 годах — главный режиссер Львовского театра оперы и балета, с 1957 года — главный режиссер Киевского театра музыкальной комедии. Одновременно профессор и проректор Киевского государственного института театрального искусства имени. Карпенко-Карого.
Умер в 1971 году. Похоронен в Киеве на Байковом кладбище (участок № 21).

## Творчество
Спектакли: «Отелло» (В. Шекспира), «Свиткина свадьба» (И. Кочерги), «Мужицкий посол» (Л. Смелянский), «Уриэль-Акоста» (К. Гуцкова); оперы — «Катерина» (Г. Аркаса), «Тихий Дон» (И. Дзержинского) и другие.